# 岡山県薬剤師会
一般社団法人岡山県薬剤師会（いっぱんしゃだんほうじんおかやまけんやくざいしかい、英称: Okayama Pharmaceutical Association）は、岡山県の薬剤師を会員とする一般社団法人。

## 本部所在地
〒700-0822 岡山県岡山市北区表町1-3-50

## 郡市薬剤師会
- 岡山市薬剤師会
- 玉野市薬剤師会
- 倉敷市薬剤師会